# Clara Sola
Pour plus de détails, voir Fiche technique et Distribution.
Clara Sola est un film dramatique écrit et réalisé par Nathalie Álvarez Mesén et sorti en 2021. Le film est une coproduction belgo-suédo-germano-franco-américano-costaricienne.
Il a été sélectionné comme représentant costaricienne pour le meilleur long métrage international lors de la 94e cérémonie des Oscars, mais il n'est pas retenu dans les nominations finales.

## Synopsis
Dans un village reculé du Costa Rica, Clara, la quarantaine, est handicapée par une déformation de la colonne vertébrale, et présente certains troubles du spectre autistique. Elle est très attachée à sa jument blanche. Elle est surprotégée par sa mère, qui fait croire qu'elle a des dons de guérisseuse venus de la vierge Marie, et qui réprime ses désirs sexuels. Un homme arrive dans le village, qui trouble Clara. Sa sœur prépare une fête pour ses quinze ans, à l'occasion de laquelle Clara va déclencher une crise.

## Fiche technique
Sauf indication contraire, les informations mentionnées dans cette section peuvent être confirmées par la base de données cinématographiques IMDb,  présente dans la section « Liens externes ».
- Titre original : Clara Sola
- Réalisation : Nathalie Álvarez Mesén
- Scénario : Maria Camila Arias et Nathalie Álvarez Mesén
- Musique : Ruben De Gheselle
- Photographie : Sophie Winqvist
- Montage : Marie-Hélène Dozo et Natalia Solórzano
- Direction artistique : Amparo Baeza
- Décors : Amparo Baeza et Agustín Moreaux
- Costumes : Tatiana Chavarría
- Production : Anne-Laure Guégan, Alan McConnell, Marcelo Quesada, Géraldine Sprimont, Karina Avellán Troz et Nima Yousefi
  - Coproduction : Ivanna Kozak, Antoine Liétout, Beata Mannheimer, Lisa Widén et Ivan Zuber
  - Production déléguée : Peter Kropenin
- Sociétés de production : Hobab, en coproduction avec Laïdak Films, Need Productions, Pacífica Grey, Resolve Media et Film Capital Stockholm
- Société de distribution : Epicentre Films (France)
- Pays de production :   Costa Rica,   Belgique,   Suède,   Allemagne,   France,   États-Unis
- Langue originale : espagnol
- Format : couleur
- Genre : dramatique, fantastique
- Durée : 106 minutes
- Dates de sortie :
  - France : 8 juillet 2021 (Festival de Cannes, Quinzaine des réalisateurs)

## Distribution
Sauf indication contraire, les informations mentionnées dans cette section peuvent être confirmées par la base de données cinématographiques IMDb,  présente dans la section « Liens externes ».
- Wendy Chinchilla Araya : Clara
- Ana Julia Porras Espinoza : Maria
- Daniel Castañeda Rincón : Santiago
- Flor María Vargas Chavez : Fresia
- Laura Román Arguedas : Lucía
- Fabrizzio Josue Vallecillo Vargas : Francisco
- María Belén Román Quesada : Andrea
- Rodolfo Esquivel Gómez : Don Jesús
- Luis Gerardo Cruz Cruz : Don Braulio
- Kianny Castro Bravo : Melissa
- Yeimy Tellez Meneses : Avril
- Ashley Campos Villalobos : Ariana
- Amalia Vargas Calderón : Florita

## Distinctions
Sauf indication contraire, les informations mentionnées dans cette section peuvent être confirmées par la base de données cinématographiques IMDb,  présente dans la section « Liens externes ».

### Festivals compétitifs
- Festival de Cannes 2021 : sélection Quinzaine des réalisateurs, en compétition pour la Caméra d'or

### Cérémonies de récompenses
| Évènement            | Catégorie                                | Destinataire(s)                                                     | Résultat   |
| -------------------- | ---------------------------------------- | ------------------------------------------------------------------- | ---------- |
| Prix Guldbagge 2022, | Meilleur film                            | Nima Yousefi (producteur)                                           | Lauréat    |
| Prix Guldbagge 2022, | Meilleur réalisateur                     | Nathalie Álvarez Mesén                                              | Lauréat    |
| Prix Guldbagge 2022, | Meilleur scénario                        | Nathalie Álvarez Mesén, Maria Camila Arias                          | Lauréat    |
| Prix Guldbagge 2022, | Meilleure photographie                   | Sophie Winqvist Connexions                                          | Lauréat    |
| Prix Guldbagge 2022, | Meilleure conception sonore / sonore     | Erick Vargas Williams, Valène Leroy, Charles De Ville, Aline Gavroy | Lauréat    |
| Prix Guldbagge 2022, | Meilleure actrice dans un rôle principal | Wendy Chinchilla Araya                                              | Nomination |
| Prix Guldbagge 2022, | Meilleur acteur dans un second rôle      | Daniel Castañeda Rincón                                             | Nomination |
| Prix Guldbagge 2022, | Meilleur montage                         | Marie-Hélène Dozo                                                   | Nomination |
| Prix Guldbagge 2022, | Meilleurs effets visuels                 | Ronald Grauer                                                       | Nomination |
| Prix Magritte 2023   | Meilleur film étranger en coproduction   | Nathalie Álvarez Mesén                                              | Nomination |